# Attenuata contigua
Attenuata contigua är en snäckart som först beskrevs av Powell 1940.  Attenuata contigua ingår i släktet Attenuata och familjen Rissoidae. Inga underarter finns listade i Catalogue of Life.